# Arne Bue Jensen
Arne Bue Jensen, genannt Papa Bue (* 8. Mai 1930 in Kopenhagen; † 2. November 2011 ebenda) war ein dänischer Musiker (Posaune) des Dixieland und New Orleans Jazz und Bandleader von Papa Bue’s Viking Jazzband.

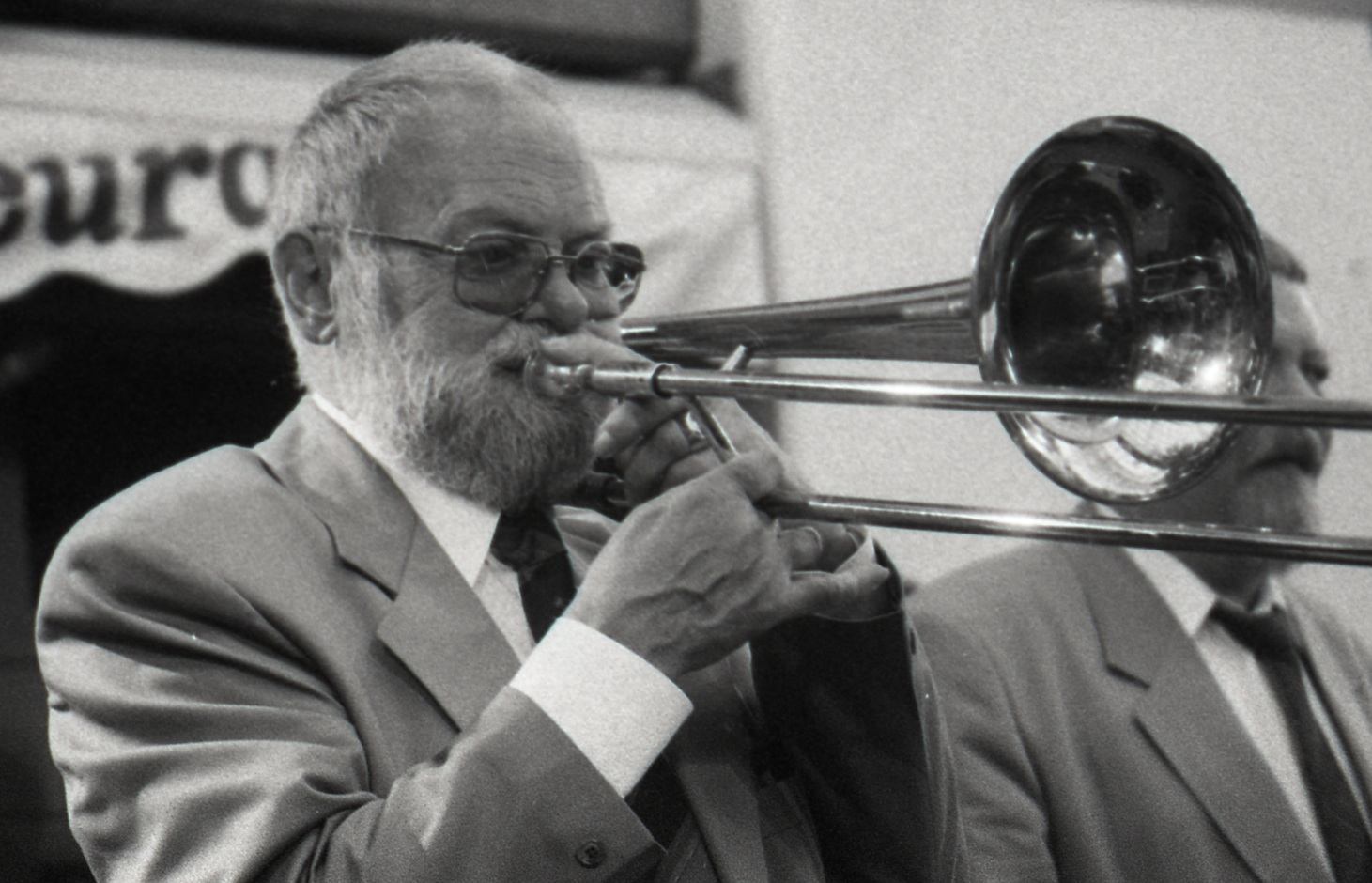
Papa Bue (Posaune) am 7. Juli 1992 in Braunschweig, Burgpassage

## Leben und Wirken
Papa Bue kam über die Plattensammlung seines Bruders mit Jazz in Kontakt (Swing und New Orleans Revival besonders von George Lewis und Bunk Johnson) und fuhr nach dem Zweiten Weltkrieg zur See, wo er in Überseehäfen erstmals Jazzmusik live hören konnte. Er kaufte sich nach der Rückkehr mit geliehenem Geld für die damals hohe Summe von 375 Kronen eine Zug-Posaune, die er mehrere Jahre abzahlte und deren Spiel er sich weitgehend autodidaktisch beibrachte. Jensen spielte in verschiedenen Jazzbands (den Royal Jazzman, der späteren Bohana Jazz Band, Henrik Johansen’s Jazz Band, den Saint Peter Street Stompers und er spielte auch mit Chris Barber) im Kopenhagener Vergnügungs-Bezirk Nyhavn. Er  gründete 1956 seine New Orleans Jazz Band, aus der 1958 Papa Bue’s Viking Jazzband wurde. Der erste regelmäßige Auftrittsort war das Lokal Cap Horn in Nyhavn und Arne Bue Jensen erhielt den Spitznamen Papa, da er als einziges Bandmitglied damals Kinder hatte. Gründungsmitglieder waren Jørgen Svare (Klarinette), Ib Lindschouw (Schlagzeug), Basse Seidelin (ab 1956) und Bjarne Liller Rønne Petersen (Banjo, Gesang) sowie auf ihrer ersten Aufnahme bei Storyville Records Finn Otto Hansen (Trompete). Die Bandmitglieder konnten in der zweiten Hälfte der 1950er-Jahre noch nicht vollständig von der Musik leben – Papa Bue arbeitete zum Beispiel in einer Schuhfabrik. 
Die Band genoss ab Ende der 1950er-Jahre sowohl in Dänemark als auch in Deutschland große Popularität und tourte 1959 mit ihrem Idol George Lewis, mit dem sie auch aufnahmen. Papa Bue, der 1989 den Ben Webster Prize of Honor erhielt, blieb bis in die 2000er-Jahre aktiv (als einziges verbliebenes Gründungsmitglied). 
2010 erschien zum 80. Geburtstag eine Box aus 4 CDs bei Storyville mit 80 Aufnahmen von 1954 bis 1978 (Papa Bue 80 at 80).